# Sherry Stringfield
Sherry Stringfield (Colorado Springs, Colorado, 24 de junio de 1967) es una actriz estadounidense nacida el 24 de junio de 1967. Es conocida por sus papeles como la abogada Laura Michaels en NYPD Blue y la Dra. Susan Lewis en ER.

## Biografía
Sherry Stringfield nació en el año 1967 en Colorado, Estados Unidos.
En la escuela hizo gimnasia y teatro y posteriormente asistió al Conservatorio de Actuación de Nueva York, del cual se graduó en 1989. Mientras estaba en Nueva York, compartió apartamento con Parker Posey. En esa época, apareció en varias obras de Broadway.
Participó durante 3 años del drama The Guiding Light interpretando a Blake, posteriormente se dedicó a viajar durante un tiempo hasta que regresó, esta vez a Los Ángeles, para unirse al elenco de NYPD Blue.
Uno de sus papeles más recordados es el de la Dra. Susan Lewis en la serie ER, a la cual se unió en el año 1994 y gracias a la cual ganó 3 nominaciones a los premios Emmy, una para los Golden Globes y otra para los People´s Choice.
En la pantalla grande se la ha visto en películas como Autumn in New York con Richard Gere y Winona Ryder y 54, con Mike Myers, Salma Hayek y Ryan Phillippe.
Actualmente interpreta a Pauline Verdreaux en la serie Under the Dome.
En lo que respecta a su vida personal, actualmente Sherry vive en Los Ángeles y tiene dos hijos.

## Filmografía
- 2016-2017. Mentes Criminales: Sin Fronteras. Como Karen Garrett. Participación en 4 episodios.
- 2014. Under the Dome .... como Pauline Verdreaux
- 2014. Runaway (Telefilm)
- 2013. The Confession .... Laura Mayfield Benett
- 2012. Hornet's Nest .... como Virginia West
- 2011. The Shunning .... como Laura Mayfield Benett
- 2010. Who Is Clark Rockefeller?) .... como Leah
- 2000. Otoño en New York .... como Sarah
- 1999. Third Watch .... como Dra. Susan Lewis (1 episodio, 2002))
- 1994. ER .... como Dr. Susan Lewis
- 1993. NYPD Blue .... como Laura Michaels Kelly (14 episodios, 1993-1994)